# Adolf Seger
Adolf Seger (* 2. ledna 1945 Freiburg im Breisgau, Německo) je bývalý německý zápasník, volnostylař. V roce 1972 na olympijských hrách v Mnichově v kategorii do 74 kg a v roce 1976 na hrách v Montréalu v kategorii do 82 kg vybojoval bronzovou medaili. V roce 1975 a 1977 vybojoval zlato a v roce 1978 stříbro na mistrovství světa. V roce 1972, 1973 a 1976 vybojoval zlato, v roce 1974 a 1978 stříbro a v roce 1969 a 1979 bronz na mistrovství Evropy. Desetkrát vybojoval titul mistra světa ve veteránských kategoriích.

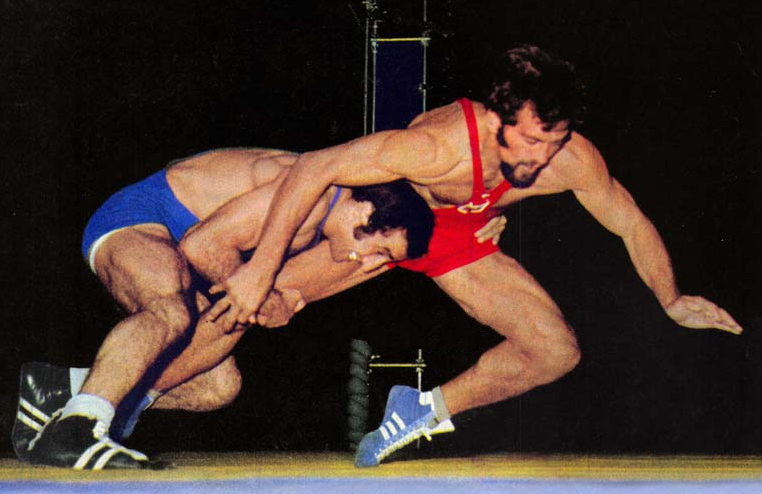
Adolf Seger (červená) 1973

Pocházel ze zápasnické rodiny, zápasu se věnoval jeho otec i pět bratrů. Vzorem mu byl v počátcích zejména jeho bratr Edmund, který startoval na hrách v Římě v roce 1960.